# Cienka czerwona linia (powieść)
Cienka czerwona linia (ang. The Thin Red Line) – powieść Jamesa Jonesa, osadzona w realiach II wojny światowej (Walki o Guadalcanal 1942/1943). Jest to druga część cyklu Stąd do wieczności. Pierwsze wydanie ukazało się w Stanach Zjednoczonych w 1962 (ISBN 0-684-15555-9).

## Tematyka
Powieść odwołuje się do doświadczeń frontowych pokolenia Amerykanów urodzonych w początkach lat 20. XX w. Narrator nie przedstawia współczesnej wojny jako walki w skali państw i narodów, lecz uwypukla postawy i stany emocjonalne zindywidualizowanych bohaterów, postawionych w sytuacji ekstremalnej.

## Miejsce w kulturze amerykańskiej i światowej
Cienka czerwona linia została dobrze przyjęta przez krytykę i ugruntowała pozycję jej autora jako jednego z czołowych przedstawicieli amerykańskiej prozy antywojennej. Tłumaczona na wiele języków, stała się podstawą scenariusza filmu wojennego pod tym samym tytułem (1998).